# ISO 3166-2:YU
ISO 3166-2:YU was een ISO-standaard met betrekking tot de zogenaamde geocodes. Het was een subset van de ISO 3166-2 tabel, die specifiek betrekking had op de Federale Republiek Joegoslavië.
Deze inschrijving werd op 17 april 2007 door het ISO 3166 Maintenance Agency geschrapt bij middel van een nieuwsbrief. 